# Kłonów (Mazovia)
Kłonów [pronunciación en polaco: /ˈkwɔnuf/] es un pueblo ubicado en el distrito administrativo de Gmina Gózd, dentro del Condado de Radom, Voivodato de Mazovia, en el este de Polonia central. Se encuentra aproximadamente a 6 kilómetros al suroeste de Gózd, a 15 kilómetros al sureste de Radom, y a 101 kilómetros al sur de Varsovia.